# Nova Mohîlnîțea, Terebovlea
Nova Mohîlnîțea (în ucraineană Нова Могильниця) este localitatea de reședință a comunei Nova Mohîlnîțea din raionul Terebovlea, regiunea Ternopil, Ucraina.

## Demografie
Componența lingvistică a localității Nova Mohîlnîțea
     Ucraineană (100%)
Conform recensământului din 2001, toată populația localității Nova Mohîlnîțea era vorbitoare de ucraineană (100%).